# Geórgios Anastasópoulos
Geórgios Anastasópoulos (en grec : Γεώργιος Αναστασόπουλος, né le 25 septembre 1935 à Kifissia, et mort le 12 juillet 2019) est un homme politique grec, député européen et président de la Conférence générale de l'UNESCO.

## Carrière journalistique
Il effectue des études secondaires à l'Athens College (en), puis des études de droit à l'Université d'Athènes. Il poursuit des études de troisième cycle en droit européen comparé au King's College de Londres et en journalisme à la Medill School of Journalism (en) de l'Université Northwestern, aux États-Unis. Il obtient un doctorat en droit de l'Université Panteion, à Athènes. 
Il entame alors une longue carrière dans le journalisme, notamment pour le quotidien Kathimeriní, où il devient le correspondant politique principal. Il contribue en même temps à d'autres quotidiens et magazines d'Athènes. Après la publication d'un de ses articles critiquant vivement le régime des colonels, le gouvernement ferme le journal Vradyni (en) le 1er décembre 1973. À la même époque, il continue à contribuer à plusieurs journaux clandestins.
Après la restauration de la démocratie, il devient directeur général de l'Athens News Agency (1974-1981) et directeur du quotidien Messimvrini (1983-1984). Il est élu à quatre reprises président de l'Association des rédacteurs de la presse quotidienne à Athènes (en) (ESIEA), la principale association de journalistes de Grèce (1976-1984). Il est également membre du bureau de la Fédération internationale des Journalistes (1978-1984).

## Carrière politique
Sa carrière politique nationale commence en 1977 quand il devient porte-parole du Gouvernement Konstantínos Karamanlís VI, avec rang de secrétaire d’État à la Présidence du Conseil (1977), fonction qu'il occupera à nouveau dans le gouvernement de Georges Rallis (1981). En 1981, il préside le comité inter-partis chargé de superviser les élections législatives grecques de 1981.
En 1984, il est élu au Parlement européen sur la liste de Nouvelle Démocratie et rejoint le groupe du Parti populaire européen (Démocrates chrétiens). Entre 1989 et 1999, il est élu à quatre reprises à l'un des postes de vice-président du Parlement européen.
À partir de novembre 2004, il représente son pays à l'UNESCO en tant qu'Ambassadeur et Délégué permanent. En octobre 2007, il est élu pour deux ans président de la Conférence générale de l'organisation.

## Autres responsabilités et récompenses
Il a également été vice-président de l'Institut Constantin Caramanlis pour la démocratie, jusqu'en 2004. À partir de janvier 2003, il est le président de la Fondation gréco-américaine pour l’Éducation, qui opère deux prestigieux établissements secondaires d'Athènes, l'Athens College (en) et le Psychico College. 
Il a reçu les décorations de Grand Officier de l'Ordre du Mérite d'Allemagne, d'Italie, du Portugal, d'Argentine et d’Égypte, ainsi que la croix de chevalier de la Légion d'honneur française[Quand ?] et la médaille Robert Schuman. 
Il est l'auteur de plusieurs livres sur l'Europe, le droit communautaire et Constantin Caramanlis.

## Sources
- « Georgios Anastassopoulos - Curriculum Vitae », Parlement européen (consulté le 30 mai 2012)
- « Georgios Anastassopoulos - Fiche personnelle », Parlement européen (consulté le 30 mai 2012)
- (en)« Georges N. Anastassopoulos, Président de la Conférence générale - Biographie », UNESCO (consulté le 30 mai 2012)